# ディスクローズ 葬られた秘密
『ディスクローズ 葬られた秘密』（原題： Wild Horses ）は、2015年 公開のアメリカ映画。

## 概要
テキサスを舞台にした犯罪映画及びサスペンス映画。ロバート・デュヴァル4度目の監督作品で脚本・製作・主演も務める。 日本では劇場公開されず2017年7月5日DVDで販売された。

## キャスト
| 役名                       | 俳優                   | 日本語吹き替え | 日本語吹き替え |
| 役名                       | 俳優                   | ソフト版       | 配信版         |
| -------------------------- | ---------------------- | -------------- | -------------- |
| スコット・ブリッグス       | ロバート・デュヴァル   | 菊池康弘       | 大木民夫       |
| ベン・ブリッグス           | ジェームズ・フランコ   | 遠藤航         | 土田大         |
| KCブリッグス               | ジョシュ・ハートネット | 遠藤広之       | 平田広明       |
| サマンサ・ペイン           | ルシアナ・デュヴァル   | 押山沙織       |                |
| マリア・ゴンサレス         | アンジー・セペダ       | 赤星真衣子     |                |
| ロジャース補佐官           | ジム・パラック         | 西村健志       |                |
| ジョニー・ブリッグス       | デヴォン・アブナー     | 竹内想         | 小形満         |
| レンジャーキャプテン       | ハンク・ホイットマン   | 佐藤充         |                |
| デイヴィス夫人             | アドリアナ・バラッザ   | 安芸けい子     |                |
| バスター・ブリッグス       | ミラー・マコノヒー     | 亜城めぐ       |                |
| コーディ（サマンサの息子） | チャンス・ロドリゲス   | 鈴木龍夫       |                |
| ジャクソン                 | ホアキン・ジャクソン   | 藤原満         | 小島敏彦       |
| 保安官                     | アービン・ウェスト     | いとう緑茶     |                |
| 弁護士                     | マイケル・フリン       | 村上裕哉       | 中博史         |

- ソフト版：2017年7月5日DVD発売
  - 翻訳：岸本一希
- 配信版：2017年7月4日から「YouTubeムービー」と「Amazonビデオ」で配信
  - 提供元：NBC Universal Asia（YouTubeムービー）、Patriot Pictures（Amazonビデオ）

## スタッフ
- 監督・脚本：ロバート・デュヴァル
- 製作：ロバート・デュヴァル、ロブ・カーライナー
- 製作総指揮：アーノルド・リフキン
- 音楽：ティモシー・ウィリアムズ
- 撮影：バリー・マーコウィッツ
- プロダクションデザイン：アダム・ヘンダーソン
- アートディレクション：スコット・ヒンクリー
- セット装飾：ジョシュ・モチェリ
- 編集：ゲイリー・グリース
- 衣装：カミーユ・モリス
- キャスティング：エド・ジョンストン